# Gaillefontaine
Gaillefontaine is een gemeente in het Franse departement Seine-Maritime (regio Normandië) en telt 1460 inwoners (1999). De plaats maakt deel uit van het arrondissement Dieppe.

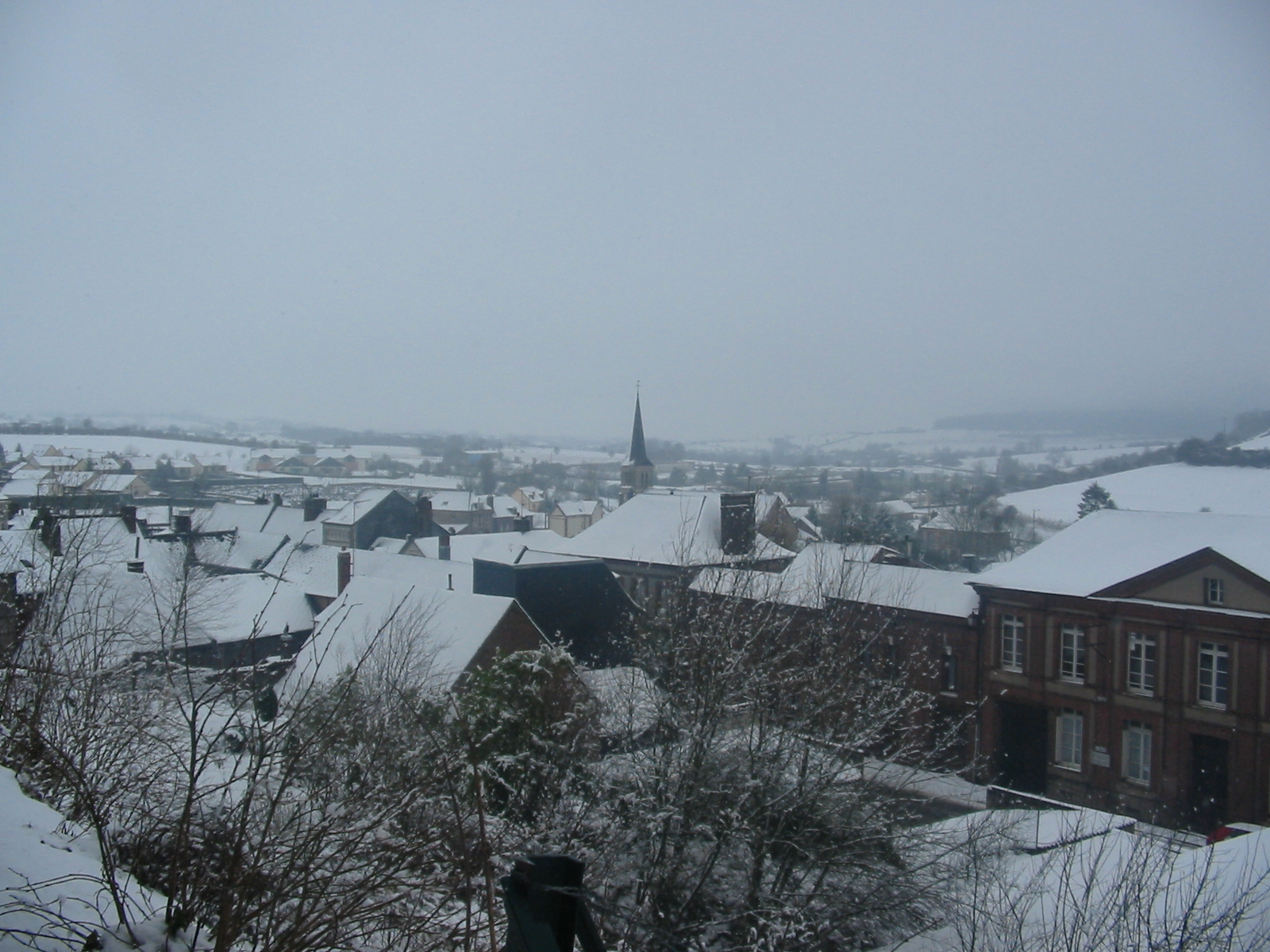
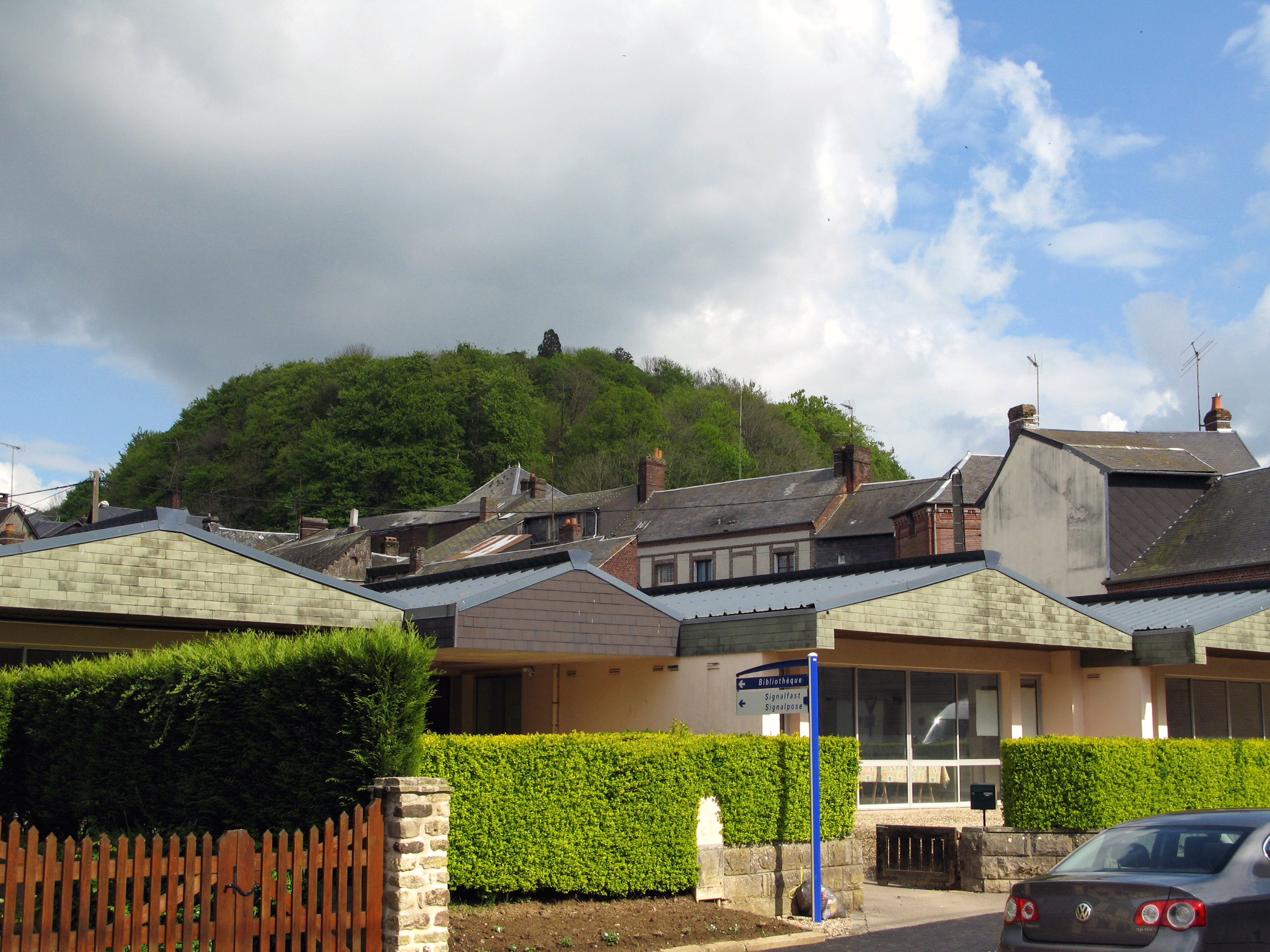
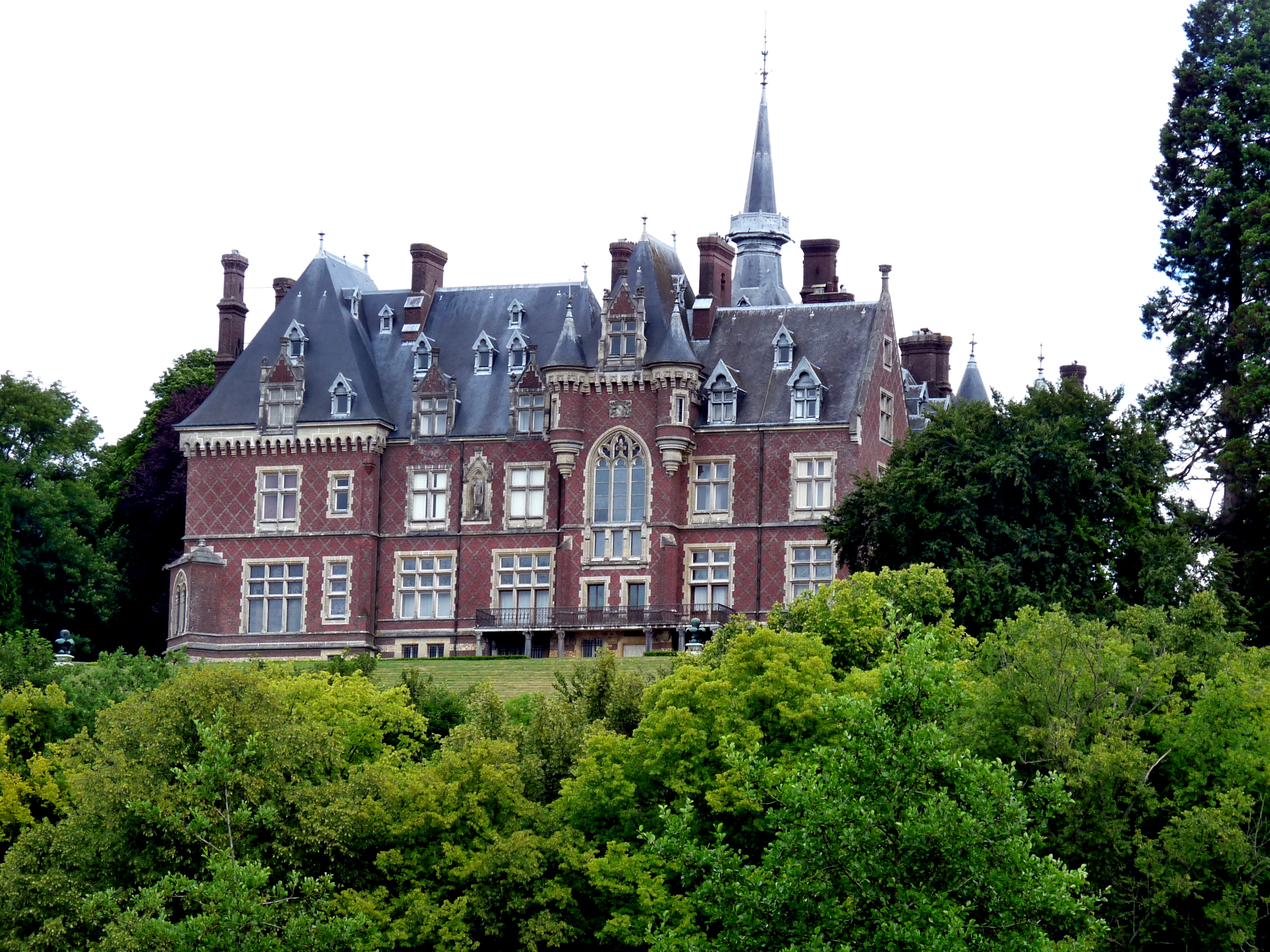

## Geografie
De oppervlakte van Gaillefontaine bedraagt 26,3 km², de bevolkingsdichtheid is 55,5 inwoners per km².
De onderstaande kaart toont de ligging van Gaillefontaine met de belangrijkste infrastructuur en aangrenzende gemeenten.

## Demografie
Onderstaande figuur toont het verloop van het inwonertal (bron: INSEE-tellingen).